# Coleshill (Warwickshire)
Coleshill è un paese di 6 343 abitanti della contea del Warwickshire, in Inghilterra.